# Eliot Engel
Eliot Lance Engel (New York, 18 febbraio 1947) è un politico statunitense, membro della Camera dei Rappresentanti per lo stato di New York dsl 1989 al 2021.

## Biografia
Nato a New York da immigrati russi, Engel si laureò in legge e prima di entrare attivamente in politica esercitò la professione di insegnante.
Dopo aver aderito al Partito Democratico, nel 1977 ottenne un seggio all’Assemblea di Stato di New York e mantenne l'incarico fino al 1989, anno in cui venne eletto al Congresso come deputato alla Camera dei Rappresentanti. Negli anni successivi fu rieletto quindici volte, finché nel 2020 venne sconfitto nelle primarie democratiche da Jamaal Bowman e lasciò il Congresso dopo trentadue anni di servizio.
Eliot Engel è un democratico liberale, contraddistintosi per idee piuttosto progressiste; favorevole all'aborto e al controllo delle armi, è stato spesso impegnato in questioni riguardanti il Medio Oriente (soprattutto la Siria e lo Stato di Israele) e la tutela dei diritti umani (come lo sfruttamento del lavoro minorile e le discriminazioni verso gli omosessuali).